# Jeux de l'Arafura 2005
La septième édition des Jeux de l'Arafura se tient du 14 au 21 mai 2005 au nord-est de l'Australie, à Darwin.

## Description
5500 athlètes de 32 délégations ont pris part aux compétitions dans 31 sports. Deux nouveaux sports au programmes : l'haltérophilie et le taekwondo, et un sport de retour : le cricket. Pour la première fois depuis la création de ces Jeux, certaines épreuves sont réservées aux athlètes handicapés, notamment en athlétisme, tennis et natation.

## Tableau des médailles
| Rang | Nations                   | Médaille d'or | Médaille d'argent | Médaille de bronze | Total |
| ---- | ------------------------- | ------------- | ----------------- | ------------------ | ----- |
| 1er  | Australie                 | 264           | 240               | 233                | 737   |
| 2e   | Malaisie                  | 32            | 47                | 41                 | 120   |
| 3e   | Taipei chinois            | 25            | 13                | 2                  | 40    |
| 4e   | Nouvelle-Zélande          | 24            | 30                | 21                 | 75    |
| 5e   | Macao                     | 16            | 17                | 11                 | 44    |
| 6e   | Singapour                 | 15            | 17                | 10                 | 42    |
| 7e   | Guam                      | 15            | 10                | 8                  | 33    |
| 8e   | Brunei                    | 14            | 12                | 24                 | 50    |
| 9e   | Afrique du Sud            | 10            | 4                 | 3                  | 17    |
| 10e  | Thaïlande                 | 10            | 4                 | 2                  | 16    |
| 11e  | Papouasie-Nouvelle-Guinée | 9             | 12                | 14                 | 35    |
| 12e  | Nauru                     | 9             | 0                 | 1                  | 10    |
| 13e  | France                    | 5             | 0                 | 1                  | 6     |
| 14e  | Fidji                     | 4             | 0                 | 10                 | 14    |
| 15e  | États-Unis                | 4             | 0                 | 1                  | 5     |
| 16e  | Royaume-Uni               | 3             | 0                 | 1                  | 4     |
| 17e  | Philippines               | 2             | 10                | 4                  | 16    |
| 18e  | Îles Cook                 | 2             | 1                 | 0                  | 3     |
| 19e  | Îles Mariannes du Nord    | 2             | 0                 | 2                  | 4     |
| 20e  | Viêt Nam                  | 1             | 3                 | 0                  | 4     |
| 21e  | Niue                      | 1             | 1                 | 0                  | 2     |
| 22e  | Indonésie                 | 1             | 0                 | 3                  | 4     |
| 23e  | Hong Kong                 | 0             | 3                 | 7                  | 10    |
| 24e  | Japon                     | 0             | 1                 | 2                  | 3     |
| 25e  | Polynésie française       | 0             | 1                 | 1                  | 2     |
| -    | Samoa                     | 0             | 1                 | 1                  | 2     |
| 27e  | Italie                    | 0             | 1                 | 0                  | 1     |
| 28e  | Inde                      | 0             | 0                 | 2                  | 2     |
|      | Total                     | 468           | 428               | 404                | 1467  |